# Mehovine
Mehovine (Servisch: Меховине) is een plaats in de Servische gemeente Vladimirci. De plaats telt 615 inwoners (2002).